# Valerio Aspromonte
Valerio Aspromonte (n. 16 martie 1987, Roma) este un scrimer italian specializat pe floretă, vicecampion mondial la Catania 2011. Cu echipa Italiei a fost laureat cu aurul la Jocurile Olimpice de vară din 2012 și la Campionatul Mondial de Scrimă din 2013 și triplu campion european în 2010, 2011 și 2012.